# Ahna O'Reilly
Ahna O'Reilly, född 21 september 1984 i Palo Alto i Kalifornien, är en amerikansk skådespelerska. Hon är troligtvis mest känd för sin roll som Elizabeth Leefolt i dramafilmen Niceville (i USA med titeln The Help).

## Bakgrund och karriär
O'Reilly tog examen från Menlo School under år 2003, för att sedan påbörja studier på University of Southern California som hon efter ett år valde att hoppa av. Hennes skådespelarkarriär påbörjades även den under år 2003 genom att hon medverkade i independentfilmen Bill the Intern i rollen som en icke namngiven skådespelerska.
O'Reilly har sedan sin skådespelardebut år 2003 synts i flera andra filmprojekt, såsom Kitty och Hollywoodmysteriet, Just Add Water och Dumpad. Hon har också medverkat i TV-serier som CSI: New York, Unhitched, The Vampire Diaries och Prime Suspect.
År 2011 medverkade O'Reilly i rollen som Elizabeth Leefolt i dramafilmen Niceville (The Help), som är baserad på Kathryn Stocketts roman med samma namn. År 2013 medverkade hon även, tillsammans Ashton Kutcher och Josh Gad, i den andra dramafilmen Jobs, som handlar om teknikpionjären Steve Jobs och hans liv. Hon spelade också huvudrollen som Sarah Foster i mysteriefilmen Sleepwalker under år 2017.

## Privatliv
O'Reilly har tidigare varit i en dejtingrelation tillsammans med skådespelaren James Franco, fram till år 2011. Sedan år 2020 är hon gift med manusförfattaren och producenten Dave Andron, vilket hon kunde meddela på sitt Instagramkonto i december 2021.

## Filmografi (i urval)

### Filmer
- 2007 – Kitty och Hollywoodmysteriet
- 2008 – Dumpad
- 2008 – Just Add Water
- 2011 – Niceville
- 2012 – The Time Being
- 2013 – Last Stop Fruitvale Station
- 2013 – Jobs
- 2013 – Call Me Crazy: A Five Film
- 2013 – The Big Ask
- 2013 – CBGB
- 2013 – Lucky Them
- 2014 – Get on Up
- 2015 – She's Funny That Way
- 2015 – No Way Jose
- 2016 – Elvis & Nixon
- 2016 – In Dubious Battle
- 2016 – All I See Is You
- 2017 – Marshall
- 2017 – Sleepwalker
- 2017 – Big Bear
- 2017 – Totem
- 2019 – Our Friend
- 2019 – Bombshell
- 2022 – Där kräftorna sjunger

### TV-serier
- 2008 – CSI: New York (TV-serie)
- 2008 – Unhitched (TV-serie)
- 2011 – The Vampire Diaries (TV-serie)
- 2011 – Prime Suspect (TV-serie)
- 2014 – How I Met Your Mother (TV-serie)
- 2017 – Kingdom (TV-serie)
- 2018 – Reverie (TV-serie)
- 2019 – The Morning Show (TV-serie)
- 2019 – Bull (TV-serie)
- 2023 – Justified: City Primeval (TV-serie)